# 鳥羽市コミュニティ交通システム

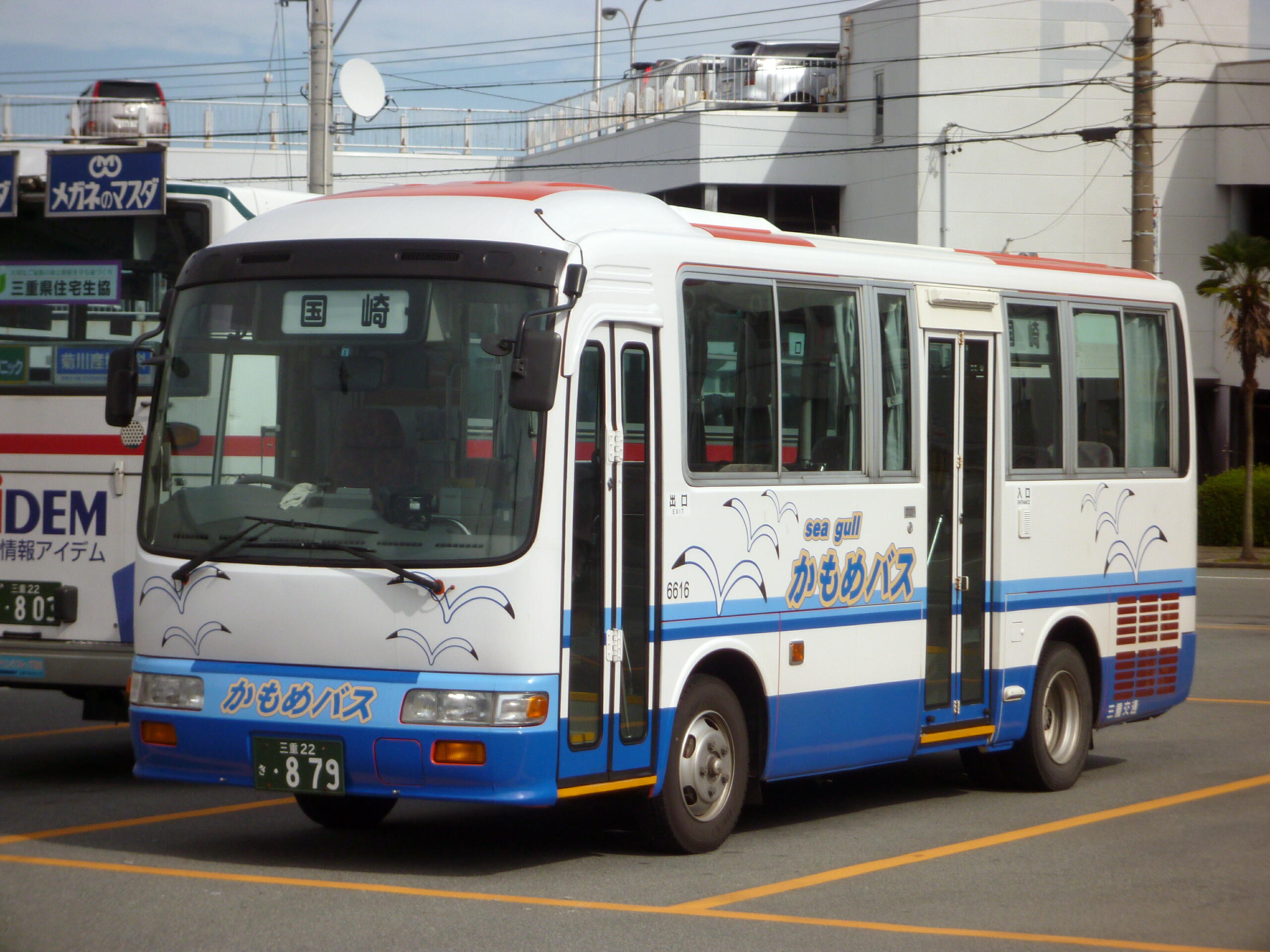
かもめバス運行開始当初の車両

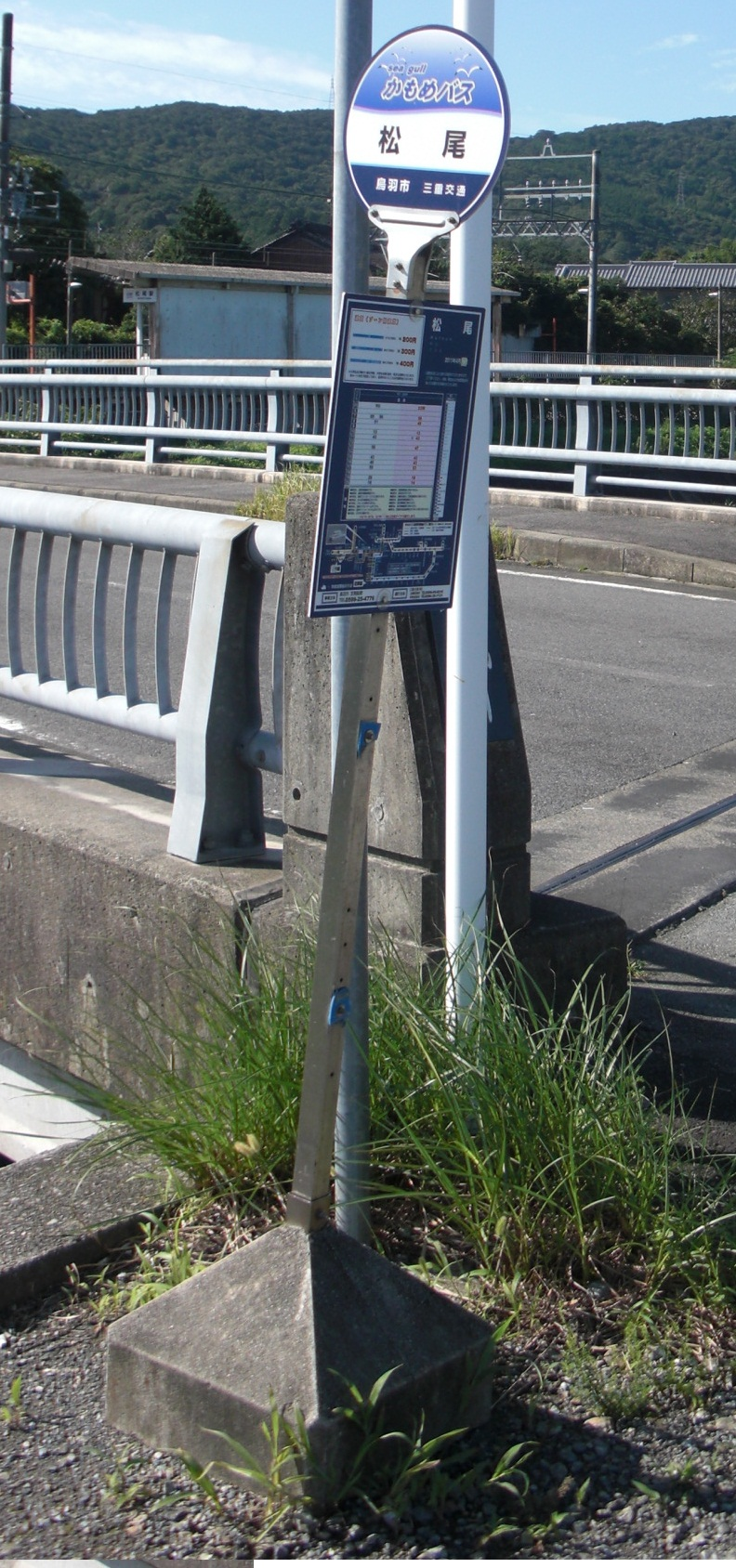
かもめバスのバス停（松尾バス停）

鳥羽市コミュニティ交通システム（とばしコミュニティこうつうシステム、英語：Community Transport System of Toba City）は、三重県鳥羽市が運営するコミュニティバスおよび市営定期航路（鳥羽市営定期船）を合わせた交通システムである。ここでは、コミュニティバス事業（かもめバス）について記述する。

## 沿革
鳥羽市内の路線バス事業は伊勢市にある三重交通伊勢営業所が運行していたが、2007年（平成19年）に鳥羽 - 伊勢間を結ぶ「伊勢鳥羽線」を除き鳥羽市から撤退した。このため市では廃止代替バスとして引き続き同社に委託して自主運行路線として路線バスを存続させた。
これに合わせて市では、2007年（平成19年）3月に準備会、翌2008年（平成20年）5月28日に鳥羽市地域公共交通会議の初会合を開き、交通体系の見直しにとりかかった。この結果、2009年（平成21年）1月に鳥羽市立鳥羽小学校の新築・移転に合わせて、コミュニティバスとして「鳥羽小学校・ひだまり線」のテスト運行を開始、同年10月1日に自主運行路線と統合して「かもめバス」となった。
前述の交通会議は2011年度（平成23年度）までを計画年度としていた。また公共交通空白地帯解消のために志摩市の磯部地域予約運行型バス（ハッスル号）のようなデマンドバスの運行も検討されている。
2012年（平成24年）4月1日より、これまでの運行成績をもとに、かもめバスの本格運行を開始した。
2021年12月1日からは、10種類の全国交通系ICカードと三重交通ICカード「エミカ」が利用できるようになった。

### 廃止されこのバスに引き継がれた路線
- 三重交通国崎線
  - 21系統：鳥羽 - 鳥羽水族館前または鳥羽市役所前 - 国崎（くざき）
- 三重交通鳥羽市内線
  - 31系統：小浜 - 鳥羽 - 鳥羽水族館前または鳥羽市役所前 - 安楽島（あらしま）
    - 鳥羽 - 安楽島間のみの運行もあった。

  - 32系統：鳥羽 - 鳥羽水族館前または鳥羽市役所前 - かんぽの宿鳥羽・鳥羽シーサイドホテル - 鳥羽小涌園
    - 鳥羽シーサイドホテルに停車しない場合もあった。なお、かもめバスでは鳥羽シーサイドホテルへの乗り入れは行っていない。

  - 32系統：鳥羽 - 鳥羽水族館前 - かんぽの宿鳥羽
- 鳥羽小学校・ひだまり線
  - テスト運行のコミュニティバスであった。
- 鳥羽マリンターミナル - 鳥羽駅シャトルバス
  - 鳥羽マリンターミナル開業後、鳥羽市営定期船乗り場が鳥羽駅から遠くなったため、シャトルバスを運行していた[3]。

## 概要
2009年（平成21年）10月1日から運行を開始した。市営路線であるが、実際の運行は三重交通に委託している。

### 料金
ゾーン制運賃を導入している。ゾーンをまたぐごとに100円加算され、初乗り運賃は200円、最高運賃は700円である。
- 定期船利用者は、中之郷又は佐田浜で乗継割引券（100円引き）を発行出来る。
- 定期船の定期券提示で200円引き。
- 障害者手帳所持者とその介助者は半額。

### 愛称
このコミュニティバスの愛称「かもめバス」は一般公募によって2009年（平成21年）8月3日に決定した。名称は鳥羽市の鳥であるカモメにちなんでいる。

## 運行経路

### 小浜 - 安楽島線
系統番号：1
- 小浜 - （鳥羽駅／鳥羽バスセンター） - （市役所前） - 鳥羽水族館前 - ひだまり（保健福祉センター） - 安楽島
  - 市役所前を経由しない系統、鳥羽バスセンターを起終点とする系統あり。

### 小浜 - ウィスタリアン線
系統番号：2
- 小浜 - 鳥羽駅 - （市役所前／鳥羽水族館前） - ひだまり - 亀の井ホテル鳥羽 - ウィスタリアン前
  - 小浜行きの半分は鳥羽水族館前、それ以外は市役所前を経由し、鳥羽バスセンターは経由しない。

### 小浜 - 鳥羽小学校線
系統番号：3
- 小浜 - 鳥羽バスセンター - 商船学校前 - 池の浦駅 - 鳥羽小学校

### 鳥羽小学校 - 石鏡港線
系統番号：4
- 鳥羽小学校 - 池の浦駅 - 屋内町 - 商船学校前 - 鳥羽バスセンター - （市役所前） - 鳥羽水族館前 - ハロー - ひだまり - 本浦港 - （海の博物館） - 海の博物館東 - 石鏡（いじか）口 - 石鏡港（ - 鳥羽展望台 - 国崎 - 相差（おうさつ・石神さん前） - 畔蛸（あだこ）口）
  - 鳥羽バスセンターを起終点とする系統あり。
  - 市役所前バス停は平日運行の一部便のみ経由。
  - 土休日に運行される便のうち2往復は石鏡港－畔蛸口間を延長運転する。

### 鳥羽 - 国崎線
系統番号：5
- 鳥羽バスセンター - （鳥羽マリンターミナル） - （鳥羽駅/市役所前） - （鳥羽水族館前） - （赤崎神社前/ひだまり） - （市民の森/鳥羽高校前） - 赤崎駅口 - 松尾駅口 - パールロード口 - 畔蛸口 - 相差（石神さん前） - 国崎（ - 鳥羽展望台）
  - 鳥羽駅・市役所前、赤崎神社前・ひだまり、市民の森・鳥羽高校前はいずれかの便が経由する。
  - 休日運行の便のうち1往復は鳥羽展望台まで延長運行される。

## 車両
運行開始当初はかもめバス専用としてラッピングが施された日野・リエッセを使用していた。デザインは愛称と同時に一般公募によって2009年（平成21年）8月3日に決定し、海をイメージしたものだった。その後専用車両は経年により廃車され、2021年時点では三重交通伊勢営業所の中型・小型バスにかもめバスのマグネットシールを貼って運行している。
2022年5月21日より、運行車両の一部にミジュマルのラッピングが施されている。